# Togepi
Togepi é uma das espécies presentes na franquia Pokémon, é um Pokémon do tipo Fada. Togepi pode evoluir para Togetic ao aumentar de nível com alta amizade e para Togekiss com exposto à uma Shiny Stone.
A felicidade que Togepi recebe de outras pessoas é armazenada em sua casca para compartilhá-la com pessoas de bom coração. Há um provérbio que afirma que a felicidade virá para aqueles que conseguirem deixar um Togepi em pé enquanto ele dorme, feito que aconteceu com o Togepi da personagem Misty.
Togepi assim como os outros Pokémon possui diferentes poderes, entre os principais golpes, estão incluídos: Hustle, Serene Grace, Super Luck, Sweet Kiss e Metronome. Este último o Pokémon já utilizou na série animada.
Sua fraqueza são os pokémon do tipo metal e veneno.

## Recepção
Togepi tem sido um personagem presente em diversas campanhas de marketing, incluindo brinquedos e fantasias, além de promoções em lojas como Burger King. O mesmo também foi apresentado várias vezes nos jogos de cartas Pokémon Trading Card Game, e de promoções da Nintendo com a Eggo, além de aparecer em um decalque de um avião comercial junto a outros personagens.
Desde que apareceu em Pokémon, Togepi teve uma recepção favorável. A revista Wired comentou que o personagem era um dos favoritos desde que apareceu pela primeira vez no episódio "Attack of the Prehistoric Pokémon". Ele também foi descrito como um "adorável pokémon em forma de ovo" pela editora Fiona Parker, uma contribuinte do Mirror. O portal IGN, por sua vez, listou o personagem como candidato para os leitores mais jovens escolherem como um dos mais fofos. e foi incluído em uma pesquisa de leitores mais jovens sobre os melhores Pokémon. Eles também descreveram Togepi como "agradavelmente rechonchudo" e "gordinho". Alguns editores, todavia, criticam o desenho do personagem. De acordo com o editor da GamesRadar, Brett Elston, como estava entre os primeiros Pokémon dos jogos Gold & Silver a aparecer no anime, todos os fãs poderiam falar sobre "este" ou "aquele" Togepi. Mais tarde, ele criticou o design do personagem, comentando que a sua aparição em Super Smash Bros. Brawl colocou as pessoas para "dormir". Raymond Padilla, editor da GamesRadar, descreveu Togepi como uma criatura sem utilidade, alegando que era irritante no anime.
No livro The Japanification of Children's Popular Culture: From Godzilla to Miyazaki, o autor Mark I. West descreve Misty, uma protagonista do desenho, como uma figura materna, e que seus instintos maternais são demonstrados através de seus cuidados com o Togepi, que ele descreve como uma "bebê hiperativo" que necessita de atenção constante. Para o autor Gerard Jones, Togepi era um Pokémon para fãs que gostam de bebês.